# Parafia Nawiedzenia Najświętszej Maryi Panny w Przecławiu
Parafia pw. Nawiedzenia Najświętszej Maryi Panny w Przecławiu – parafia rzymskokatolicka, należąca do dekanatu Szczecin-Pomorzany, archidiecezji szczecińsko-kamieńskiej, metropolii szczecińsko-kamieńskiej. W parafii posługują księża diecezjalni. Według stanu na wrzesień 2018 proboszczem parafii był ks. Roman Misiak.

## Miejsca święte

### Kościół parafialny
Kościół pw. Nawiedzenia Najświętszej Maryi Panny w Przecławiu

### Kościoły filialne i kaplice
Kaplica pw. Chrystusa Króla w Karwowie